# جورج دي فورست براش
جورج دي فورست براش (بالإنجليزية: George de Forest Brush)‏ هو رسام أمريكي، ولد في 28 سبتمبر 1855 في تينيسي في الولايات المتحدة، وتوفي في 24 أبريل 1941 في هانوفر في الولايات المتحدة.

## وصلات خارجية
- جورج دي فورست براش على موقع الموسوعة البريطانية (الإنجليزية)